# Kunova Teplica
Kunova Teplica est un village de Slovaquie situé dans la région de Košice.

## Histoire
La première mention écrite du village date de 1243.
La localité fut annexée par la Hongrie après le premier arbitrage de Vienne le 2 novembre 1938. En 1938, on comptait 711 habitants dont 7 d'origine juive. Elle faisait partie du district de Rožňava (hongrois : Rozsnyói járás). Le nom de la localité avant la Seconde Guerre mondiale était Kunova Teplica/Kun-Tapolca. Durant la période 1938 - 1945, le nom hongrois Kuntapolca était d'usage. À la libération, la commune a été réintégrée dans la Tchécoslovaquie reconstituée.

## Démographie

### Évolution de la population
| Année:               | 1994. | 2004.   | 2014.   | 2024.   |
| -------------------- | ----- | ------- | ------- | ------- |
| Nombre de personnes: | 680   | 638     | 687     | 709     |
| Différence:          |       | -6,17 % | +7,68 % | +3,20 % |

| Année:               | 2023. | 2024.   |
| -------------------- | ----- | ------- |
| Nombre de personnes: | 715   | 709     |
| Différence:          |       | -0,83 % |